# Weldinho
Welder da Silva Marçal, meglio conosciuto come Weldinho (Franca, 16 gennaio 1991), è un ex calciatore brasiliano, di ruolo difensore.